# 결정론적 유한 상태 기계

3의 배수인 이진수만을 받아들이는 결정적 유한 오토마타의 한 예이다.

계산이론의 한 분야인 이론 전산학에서 결정론적 유한 상태 기계(Deterministic finite automaton, DFA)는 각각의 입력 문자열 안의 각 심볼에 대하여 유일한 상태변화를 취하는 유한 상태 기계이다. 이 용어에서 결정적이란  계산의 유일함을 뜻한다. 

## 같이 보기
- 튜링 기계